# Ласло Хуняди
Ласло Хуняди или Ладислав/Владислав Хуняди (на унгарски: Hunyadi László, на румънски: Ladislau Huniade, на сръбски: Ладислав Хуњади) е унгарски държавник и военачалник. Бан на Хърватия и Далмация (1453), шталмейстер (1456-1457), ишпан на Пожони, т.е. жупан на Братислава (1452), Тимишоара (1456-1457) и Тренчин (1456-1457).
Ласло Хуняди е по-голям брат на бъдещия крал на Унгария – Матяш Корвин. От много ранна възраст Ласло придружава баща си Янош Хуняди във военни кампании. След битката на косово поле (1448 г.) той остава известно време като заложник в двора на сръбския деспот Георги Бранкович. През 1452 г. е член на унгарската делегация, която отива във Виена, за да поиска връщането на крал Владислав Посмъртни в Унгария. През 1453 г. поставен за бан на Хърватия и Далмация. През 1455 г. на съсловно събрание в Буда, Ласло Хуняди се отказва от всичките си титли поради обвинения от страна на граф Улрих II Цили и други врагове на семейство Хуняди. В крайна сметка спорът е решен и Ласло е сгоден за Мария, дъщеря на Ласло Гарай (Горянски), пфалцграф на Унгария.
След смъртта на Янош Хуняди през 1456 г., Ласло Хуняди е обявен от своя враг Улрих II Цили (генерален капитан, т.е. предводител на Унгария) за отговорен за дълговете, които покойният му баща уж имал към държавата. През октомври 1456 г. на ново съсловно събрание във Футог Ласло Хуняди успява успешно да се защити срещу всички обвинения, поради което Улрих II Цили е принуден да симулира съгласие за помирение, обещавайки да защити Ласло Хуняди при условие, че предаде всички кралските замъци, които той държи. Първо, Ласло трябва да предаде крепостта Нандорфехервар (т.е. Белградската крепост) на която е комендант. За целта в Белград лично пристига кралят на Унгария – Владислав Посмъртни, придружаван от регента граф Улрих II Цили. На 9 ноември 1456 г. при неизяснени обстоятелства хората на Ласло Хуняди в Нандорфехервар убиват Улрих II Цили в присъствието на краля. Същата година Ласло Хуняди получава титлата „шталмейстер“.
Младият унгарски крал Владислав Посмъртни е принуден да обещае помилването на Ласло Хуняди и в последващ разговор с майка му в Тимишоара се заклева да защити семейство Хуняди от ответна вендета. Кралят определя Ласло Хуняди за ковчежник и генерал-капитан, т.е. предводител на кралството на мястото на убития регент граф Улрих II Цили. Без да подозира нищо, Ласло придружава краля до Буда, но при пристигането си в столицата е арестуван по обвинение в заговор срещу краля, осъден на смърт и обезглавен на 16 март 1457 г.
Ласло Хуняди е главен герой в популярната едноименна унгарска опера на Ференц Еркел.